# Trainer!
Trainer! ist ein Dokumentarfilm von Aljoscha Pause aus dem Jahr 2013. Der Film begleitet eine Saison lang drei junge Fußball-Profi-Trainer.

## Hintergrund und Handlung
Der Film begleitet eine Saison lang intensiv die drei jungen Profi-Trainer Frank Schmidt, André Schubert und Stephan Schmidt.
Darüber hinaus wirft der Film einen Blick hinter die Kulissen der DFB-Fußball-Lehrer-Ausbildung mit Chef-Ausbilder Frank Wormuth. Auch etablierte Coaches wie Jürgen Klopp, Hans Meyer, Armin Veh, Mirko Slomka, Peter Neururer, Thomas Schaaf oder Michael Oenning kommen ausführlich und hintergründig zu Wort.
Insgesamt hat Pause nach sechsmonatiger Filmvorbereitung ein Jahr lang an dem Projekt gedreht und geschnitten. Der Film ist eine Pausefilm-Produktion im Auftrag des WDR (Redaktion Steffen Simon). Am 3. Juni 2013 gab es die Fernsehpremiere der 90-minütigen Fernsehfassung im WDR. Danach erst, am 11. Juni, fand die Kino-Premiere des 138-minütigen „Director’s Cut“ (Kinofassung) im Babylon in Berlin-Mitte statt. Dieser folgten, unterstützt durch die DFB-Kulturstiftung und im Verleih von Mindjazz Pictures, eine bundesweite Filmtournee und zum Teil überschwängliche Reaktionen der Presse.
Am 28. Juni 2013 erschien der Film auf DVD und Blu-ray. 2014 wurde er auf dem Flutlicht Film Festival in Basel, bei 11mm in Berlin und dem Filmfestival „Joga Bonito“ in Wien gezeigt. Anfang 2017 lief der Film auf den Filmfestivals in Yokohama und Kobe und 2018 und auf dem Fußball Film Festival in Beijing.
Im Dezember 2022 wurde Trainer! auf dem Soccer Film Festival in Seattle gezeigt.

## Kritiken
“A candid portrait of three German coaches from soccer movie maestro Aljoscha Pause.”

„Ein ehrliches Porträt dreier deutscher Trainer von Fußballfilm-Maestro Aljoscha Pause.“

„Diese herausragende Doku hätte einen Meistertitel verdient.“

„Was Ronald Reng für die Fußball-Literatur, ist Aljoscha Pause für die Fußball-Dokumentation. Eindringlicher, ehrlicher und faszinierender kann man den Fußball nicht beschreiben.“

„Einmal mehr liefert Deutschlands bester Fußball-Dokumentarist sensationelle Einblicke in das Geschäft.“

„Aljoscha Pause mag die Herausforderung. Er sucht die Untiefen der Fußballbranche ab und hält sein Stethoskop auf die gut ausgeleuchtete Oberfläche, um all die unzugänglichen Entwicklungen und Unwägbarkeiten in einen deutbaren Kontext zu bringen. Und wo andere grandios scheitern würden, gelingt ihm erneut eine inhaltlich und handwerklich außerordentliche Dokumentation.“

„TRAINER! Der beste Fußballfilm des Jahres 2013.“

„Eine ungemein faszinierende Langzeitbeobachtung, der man anmerkt, dass Aljoscha Pause sich in dem Metier bestens auskennt. Danach ist man um einiges klüger.“

## Auszeichnungen
Im Jahr 2014 erhielt der Film die „Besondere Anerkennung“ des VDS-Fernsehpreises und wurde für den Adolf-Grimme-Preis 2014 nominiert. Im Mai 2017 setzte das New Yorker Paste Magazine den Film auf Platz 1 der Liste der besten Fußballfilme auf Netflix.